# Логовский (Клетский район)
Логовский — хутор в Клетском районе Волгоградской области России, в составе Перекопского сельского поселения.
Население — 220 (2010)

## История
Хутор относился к юрту станицы Перекопской Усть-Медведицкого округа Земли Войска Донского (с 1870 года — Область Войска Донского). Дата основания хутора не установлена. В 1859 году в Логовском имелось 42 двора, проживало 153 души мужского и 170 женского пола.
Согласно переписи населения 1897 года на хуторе проживало 230 мужчин и 244 женщины, из них грамотных: мужчин — 106, женщин — 15. Согласно алфавитному списку населённых мест Области Войска Донского 1915 года на хуторе имелось хуторское правление, начальное приходское училище, земельный надел составлял 1197 десятин, проживало 352 мужчины и 349 женщин.
В 1921 году хутор в составе Усть-Медведицкого округа передан Царицынской губернии. С 1928 года — в составе Клетского района Сталинградского округа (упразднён в 1930 году) Нижне-Волжского края (с 1934 года — Сталинградского края, с 1936 года — Сталинградской области, с 1961 года — Волгоградской области).
В период Великой Отечественной войны в период с июля по ноябрь 1942 года хутор был оккупирован. В ходе ожесточённых боёв за так называемый «Клетский плацдарм» хутор был полностью разрушен.

## Общая физико-географическая характеристика
Хутор расположен в степи, в пределах Донской гряды, являющейся частью Восточно-Европейской равнине, на удалении 4,5 км от правого берега Дона, при устье Лога Мокрый. Рельеф местности холмисто-равнинный. Центр хутора расположен на высоте около 60 метров над уровнем моря, к западу от хутора возвышается урочище Зелёные Горы (119,8 метров над уровнем моря), к востоку бугор Апифанов (108 метров). К юго-востоку в старице Дона расположено урочище Лисий круг. В целом к югу от хутора рельеф местности практически плоский, начинается пойма Дона. Почвы — тёмно-каштановые, в пойме Дона — пойменные нейтральные и слабокислые.
Географическое положение
По автомобильным дорогам расстояние до областного центра города Волгограда составляет 150 км (через станицу Новогригорьевскую), до районного центра станицы Клетской — 26 км.
Часовой пояс
Логовский, как и вся Волгоградская область, находится в часовой зоне МСК (московское время). Смещение применяемого времени относительно UTC составляет +3:00.

## Население
Динамика численности населения по годам:
| 1859 | 1873 | 1897 | 1915 | 1987 |
| ---- | ---- | ---- | ---- | ---- |
| 323  | 431  | 474  | 701  | ≈190 |

| 2010 |
| ---- |
| 220  |

## Инфраструктура
Личное подсобное хозяйство.

## Транспорт
Через хутор проходит автодорога, связывающая станицы Клетскую и Кременскую.